# Weezer (album, 2016)
Albums de Weezer
Everything Will Be Alright in the End
(2014) Pacific Daydream
(2017)
Weezer, surnommé The White Album, est le dixième album du groupe Weezer, paru le 1er avril 2016 chez Atlantic.
Premier album du groupe à être produit par Jake Sinclair, il poursuit l'effort débuté avec le précédent album à retrouver un son similaire aux débuts du groupe, avec cette fois-ci une forte inspiration des Beach Boys. Les thèmes qui sont abordés dans l'album sont, entre autres, les dynamiques de genres ou la romance moderne, avec des références à l'iconographie religieuse.
Arrivant à la quatrième place du Billboard 200 la semaine de sa sortie, l'album fut par la suite nommé dans la catégorie du meilleur album rock à la 59e cérémonie des Grammy Awards.
Il s'agit du quatrième album éponyme du groupe après l'album bleu, l'album vert et l'album rouge.

## Titres
| No  | Titre                        | Auteur                                                     | Durée |
| --- | ---------------------------- | ---------------------------------------------------------- | ----- |
| 1.  | California Kids              | Rivers Cuomo, Dan Wilson                                   | 3:25  |
| 2.  | Wind in Our Sail             | Cuomo, Scott Chesak, Ryan Spraker                          | 2:53  |
| 3.  | Thank God For Girls          | Cuomo, Alex Goose, Michael Balzer, Alex Balzer, Bill Petti | 3:30  |
| 4.  | (Girl We Got A) Good Thing   | Cuomo                                                      | 3:25  |
| 5.  | Do You Wanna Get High?       | Cuomo                                                      | 3:27  |
| 6.  | King of the World            | Cuomo, Jarrad Kritzstein                                   | 3:24  |
| 7.  | Summer Elaine and Drunk Dori | Cuomo                                                      | 3:25  |
| 8.  | L.A. Girlz                   | Cuomo, Brian Bell, Luther Russell                          | 3:29  |
| 9.  | Jacked Up                    | Cuomo, Jonathan Coffer, Hugo Pescod                        | 2:53  |
| 10. | Endless Bummer               | Cuomo, Jonathan Coffer, Hugo Pescod                        | 4:14  |